# Камардан
Камардан (каз. Қамардан) — посёлок в Володарском районе Астраханской области России. Входит в состав Алтынжарского сельсовета. Население 649 человек (2010), 90 % из них — казахи.

## География
Камардан расположено в юго-восточной части Астраханской области, в дельте реки Волги и находится на острове, образованном реками Бушма и Камардан, на левом берегу Камардана, напротив правобережного села Новинка. 
Абсолютная высота 23 метра ниже уровня моря .
Уличная сеть
состоит из восьми географических объектов: Восточный пер.,  ул. Береговая,  ул. Гагарина,  ул. Набережная,  ул. Нефтяников,  ул. Перевозная,  ул. Степная,  ул. Центральная
Климат
умеренный, резко континентальный, характеризуется высокими температурами летом и низкими — зимой, малым количеством осадков, а также большими годовыми и летними суточными амплитудами температуры воздуха.

## Население
| 2002 | 2010 |
| ---- | ---- |
| 636  | ↗649 |

Национальный и гендерный состав
По данным Всероссийской переписи в 2010 году, численность населения составляла 649 человек (314 мужчин и 335 женщин, 48,4 и 51,6 %% соответственно).
Согласно результатам переписи 2002 года, в национальной структуре населения казахи составляли 90 % от общей численности населения в 637 жителей.
| Национальность | Численность (2010) | Процент |
| -------------- | ------------------ | ------- |
| Казахи         | 593                | 90,7%   |
| Русские        | 36                 | 5,5%    |
| Татары         | 7                  | 1,1%    |
| Белорусы       | 5                  | 0,8%    |
| Корейцы        | 4                  | 0,6%    |
| Таджики        | 4                  | 0,6%    |
| Не указана     | 5                  | 0,8%    |
| Всего          | 654                | 100%    |

## Инфраструктура
Пристань Камардан

## Транспорт
Подъездная дорога к п. Камардан от региональной автодороги Володарский — Кошеванка (идентификационный номер 12 ОП РЗ 12Н 027). Остановка общественного транспорта «Камардан».
Водный транспорт.